# Karl Heinz Beckurts
Karl Heinz Beckurts (n. 16 mai 1930 – d. 9 iulie 1986) a fost un fizician și manager german.

## Biografie
În perioada 1963 - 1970, a fost directorul Institutului pentru Fizică Nucleară Aplicată din Karlsruhe.
Între 1970 și 1975, a deținut funcția de director tehnic al Centrului de Cercetări Nucleare de la Jülich.
În perioada 1973 - 1975, a fost vicepreședinte al Forumului Atomic German.
În 1977 devine membru străin al Academiei Regale Suedeze.
În 1980 obține o funcție importantă pe linie de cercetare în cadrul trustului Siemens AG.
Beckurts își pierde viața în 1986 în urma unui atentat atribuit grupării paramilitare Rote Armee Fraktion.
Un an mai târziu, în onoarea sa, este instituită fundația care îi poartă numele.